# قسم سهروفيروزان الريفي (مقاطعة فلاورجان)
قسم سهروفيروزان الريفي (بالفارسية: دهستان سهروفیروزان) هي منطقة سكنية تقع في Pir Bakran District في إيران. يقدر عدد سكانها بـ 13,191 نسمة .